# Forni di Sopra
Forni di Sopra is een gemeente in de Italiaanse provincie Udine (regio Friuli-Venezia Giulia) en telt 1098 inwoners (31-12-2004). De oppervlakte bedraagt 81,4 km², de bevolkingsdichtheid is 14 inwoners per km².
De volgende frazioni maken deel uit van de gemeente: Andrazza, Cella, Vico.

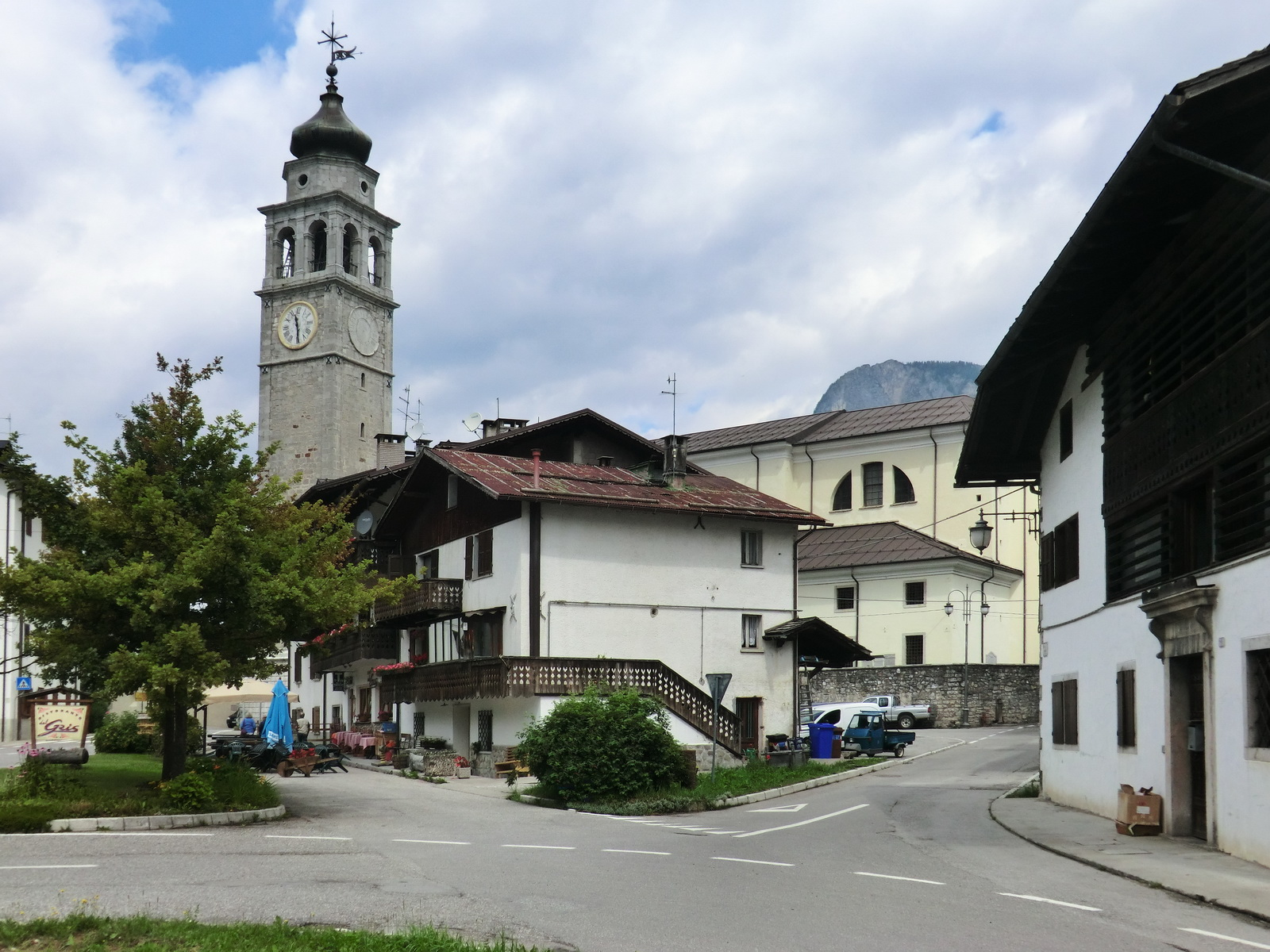
Forni di Sopra
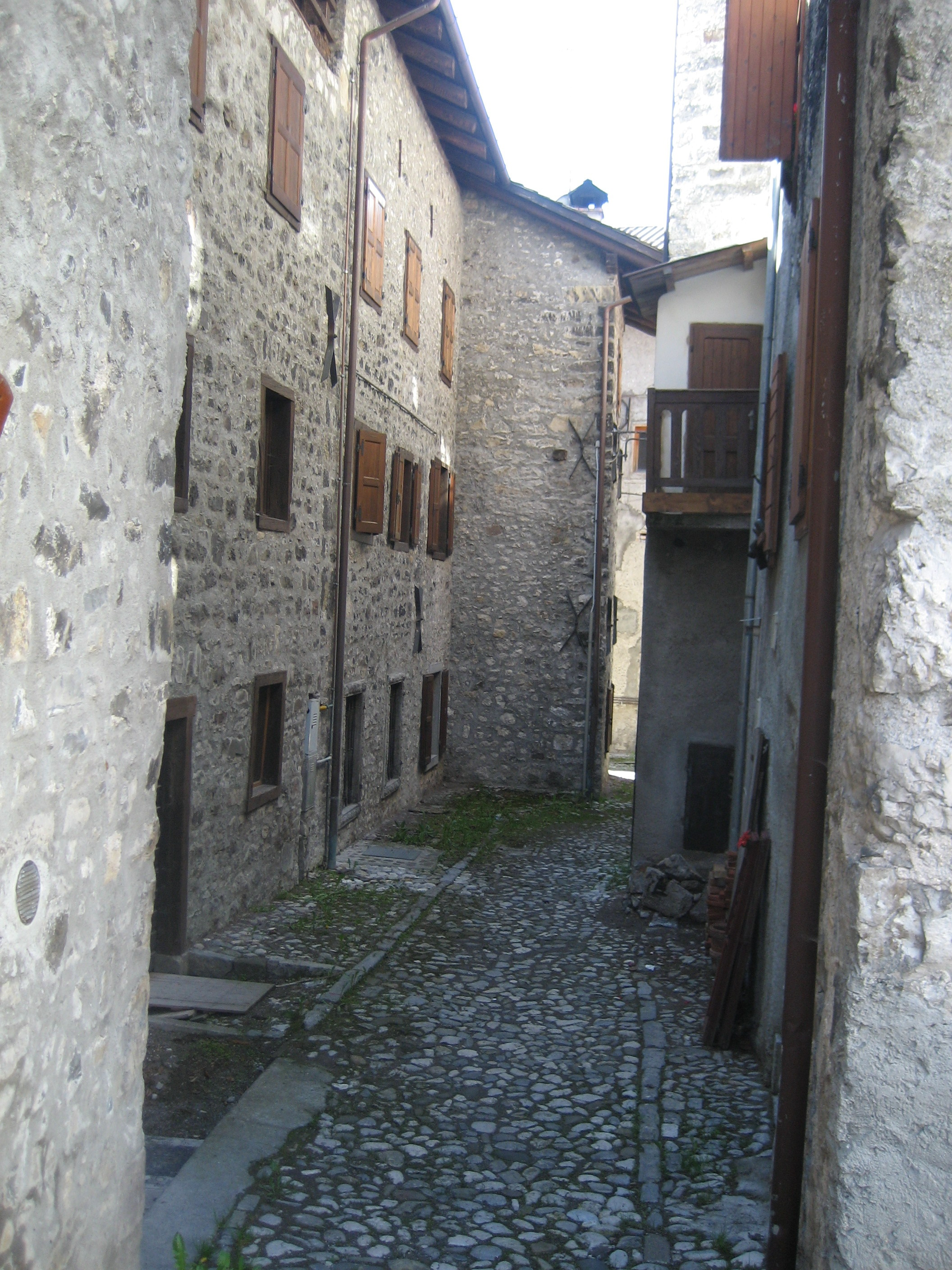
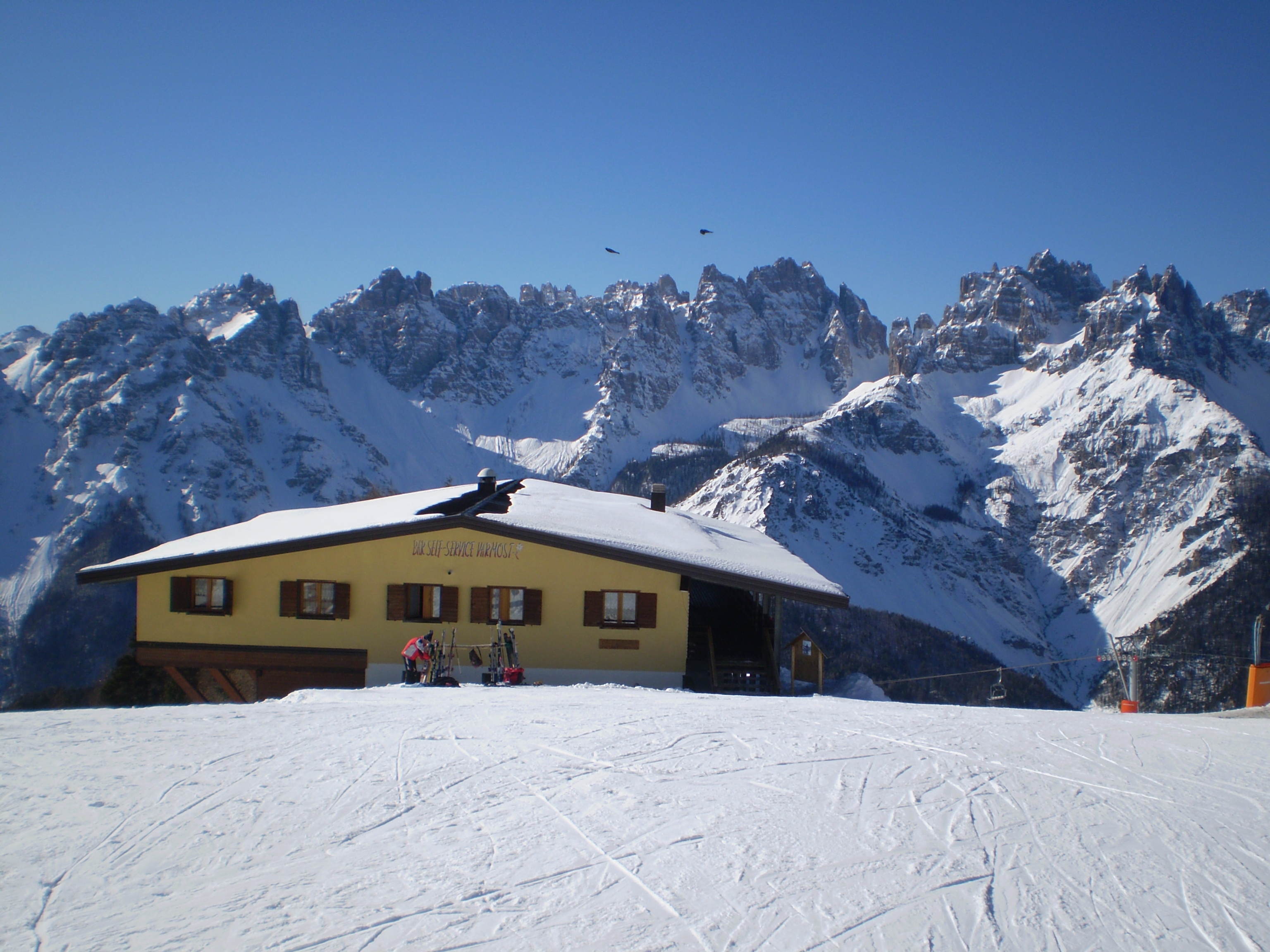

## Demografie
Forni di Sopra telt ongeveer 614 huishoudens. Het aantal inwoners daalde in de periode 1991-2001 met 7,1% volgens cijfers uit de tienjaarlijkse volkstellingen van ISTAT.
| Jaar | Inwoneraantal |
| ---- | ------------- |
| 1991 | 1209          |
| 2001 | 1123          |

## Geografie
De gemeente ligt op ongeveer 907 m boven zeeniveau.
Forni di Sopra grenst aan de volgende gemeenten: Cimolais (PN), Claut (PN), Domegge di Cadore (BL), Forni di Sotto, Lorenzago di Cadore (BL), Sauris, Vigo di Cadore (BL).